# 宇宙學園
《宇宙學園》是以未来太陽系为舞台的日本科幻动画作品，讲述成員在宇宙学院Stellvia的成长历程。

## 剧情简介
“这是距今189年前（西曆2167年）所发生的事，當時水蛇座β星（Hydrusβ）发生超新星爆炸，即使距离它20光年的地球也受到很大的伤害。充满着瓦斯的绿色宇宙，这我所知道的宇宙的颜色。不过我很想看看，从前的人们从地球抬头望天所见的宇宙的颜色，所以我要去Stellvia。现在是西历2356年……”

## 登場人物
片瀨志麻（配音：野中藍（日）/ 李涵菲（台灣））
擁有及其優異的程式編輯能力。在某次意外中不小心改寫了宇宙學園中央處理器關於浩瀚任務的程式，在一個晚上內便完成補救。一開始對於駕駛宇宙飛行機很不在行，但在光太的教導後對於非DLS系統已可以操縱自如。為浩瀚任務與創世任務的參加者，前無限號副駕駛，創世任務時成為和平號正駕駛。
音山光太（配音：水島大宙）
在各領域都擁有S級的技術。但在表面上一直都維持著C級的成績。在一開始宇宙學園的測驗時因可以在DLS系統上看見某種“光”因而被稱為“宇宙所選擇的人”。與志麻一樣同為浩瀚任務與創世任務的參加者。無限號的正駕駛。
艾莉莎・格雷諾斯（配音：松岡由貴（日）/ 宋沁玲（台灣））
跟志麻事同年級學生，而且也是一同上學園所認識的第一個朋友。
風祭鈴菜（配音：廣橋涼）
來自第六基地“究極”。父親為其研究員。在浩瀚任務被送往星道因而跟志麻成為好友。
藤澤彌生（配音：折笠富美子（日）/ 林詩容（台灣））
原本是跟初佳同屆的學生。因初佳的惡意攻擊而負傷離開學園。是個資優生。
栢山晶（配音：田中理惠）
小田原大（配音：齋賀光希）
皮埃爾·瀧田（配音：上田祐司）
約翰·瓊斯（配音：陶山章央（日）/ 徐主驊（台灣））

### 四天王
町田初佳（配音：豐口惠（日）/ 徐敏莉（台灣客語））
四天王之一。被稱為天才，不過實際上完全是靠後天的努力而成功的。漫畫版與動畫版的性格有著明顯的差異。
笙人律夫（配音：檜山修之）

娜吉馬·蓋博（ナジマ・ゲブール，配音：朴璐美）
一個具有神秘的氣氛並難以接近的女孩。常常會引用了包括莎士比亞在內的許多偉大人物名言。
生於2337年3月29日。 19歲。身高167厘米。體重54kg。 B：82，W：59，H：83。血型：AB型。

### 其他
白銀迅雷（配音：藤原啓治（日）/ 楊明剛（台灣））
教導撰寫程式的老師。創世任務的前線司令。
勒伊拉·巴爾塞斯（配音：進藤尚美（日）/ 徐子雁（台灣））
飛行教官。
蓮花蓮（配音：根谷美智子））
保健醫師。
配音：堀勝之祐（日）/ 邱展文（台灣）
配音：田中正彦

## 制作人员
- 监督 / 系列构成：佐藤龍雄
- 漫画原作：秋月亮
- SF设定・脚本：堺三保
- 人物设定：宇野真
- 音乐：長岡成貢
- 机械设定：鷲尾直廣
- CG製作人：小林真吾
- 場景設計：加藤初重
- 原作、動畫製作：XEBEC
- 制作：XEBEC FOUNDATION Ⅱ

## 主題曲
片頭曲
- 『明日へのbrilliant road』

作詞：atsuko　作曲・編曲：KATSU　
歌：angela
片尾曲
- 『綺麗な夜空』 （第1話～第10話、第12話、第14話、第19話）

作詞：atsuko　作曲：atsuko、KATSU　編曲：KATSU　
歌：angela
- 『The end of the world』 （第11話、第13話、第15話～第18話、第20話～第25話）

作詞：atsuko　作曲：atsuko、KATSU　編曲：KATSU　
歌：angela
- 『Dear my best friend』 （第26話）

作詞：atsuko　作曲：atsuko、KATSU　編曲：KATSU　
歌：angela

## 各話標題
| 集數   | 日文標題 | 中文標題      | 劇本            | 分鏡              | 演出       | 作畫監督   |
| ------ | -------- | ------------- | --------------- | ----------------- | ---------- | ---------- |
| 第1話  |          | 歡迎          | 佐藤龍雄        | 佐藤龍雄          | 上田茂     | 宇野真     |
| 第2話  |          | 困惑          | 佐藤龍雄        | 中津環            | 中津環     | 相坂直紀   |
| 第3話  |          | 對不起        | 堺三保          | 佐藤龍雄          | 安東信悦   | 佐藤淳     |
| 第4話  |          | 加油          | 大河内一樓      | 角田一樹          | 角田一樹   | 前田明壽   |
| 第5話  |          | 機會          | 千葉克彦        | 鈴木利正          | 鈴木利正   | 高橋晃     |
| 第6話  |          | 永不言敗      | 堺三保          | 高見明男          | 長澤剛     | 高見明男   |
| 第7話  |          | 不甘心        | 小出克彦        | 水島精二          | 上田茂     | 相坂直紀   |
| 第8話  |          | 是我嗎？      | 大河内一樓      | どじゃがげん      | 日下直義   | 池上太郎   |
| 第9話  |          | 我去了        | 堺三保          | 上田茂            | 上田茂     | 高見明男   |
| 第10話 |          | 歡迎回來      | 堺三保          | 中津環            | 栗原ひばり | 坂崎忠     |
| 第11話 |          | 真正的你      | 小出克彦        | 長澤剛            | 長澤剛     | 津熊健徳   |
| 第12話 |          | 告白          | 大河内一樓      | どじゃがげん      | 日下直義   | 池上太郎   |
| 第13話 |          | 寒假          | 佐藤龍雄        | どじゃがげん      | 日下直義   | 池上太郎   |
| 第14話 |          | 夢想與現實    | 小出克彦        | 高見明男          | 上田茂     | 高見明男   |
| 第15話 |          | 我不知道      | 大河内一樓      | 鈴木利正          | 鈴木利正   | 高橋晃     |
| 第16話 |          | 在懷疑中      | 堺三保          | 中津環            | 上田茂     | 加藤はつえ |
| 第17話 |          | 戰鬥          | 小出克彦        | 長澤剛 鈴木利正   | 長澤剛     | 高見明男   |
| 第18話 |          | 遙遠的聲音    | 大河内一樓      | どじゃがげん      | 日下直義   | 池上太郎   |
| 第19話 |          | 膽小鬼 急性子 | 大河内一樓      | 安田賢司 水島精二 | 佐藤龍雄   | 津熊健徳   |
| 第20話 |          | 給予你的未來  | 小出克彦        | どじゃがげん      | 日下直義   | 池上太郎   |
| 第21話 |          | 看不見的牆    | 堺三保          | 後信治            | 鈴木利正   | 相坂直紀   |
| 第22話 |          | 各自的道路    | 堺三保          | どじゃがげん      | 日下直義   | 池上太郎   |
| 第23話 |          | 所以你必須    | 小出克彦        | 上田茂            | 上田茂     | 前田明壽   |
| 第24話 |          | 再次的黑暗    | 堺三保 佐藤龍雄 | どじゃがげん      | 鈴木利正   | 高見明男   |
| 第25話 |          | 再見          | 小出克彦        | 高見明男          | 上田茂     | 相坂直紀   |
| 第26話 |          | 閃光的聲音    | 佐藤龍雄        | 佐藤龍雄          | 佐藤龍雄   | 高見明男   |

## 漫畫
漫畫版由秋月亮作畫，MediaWorks發行，連載於《月刊Comic電擊大王》2003年5月號至2004年8月號，單行本全2卷，台灣角川發行中文版。

## 外部連結
動畫
- Stellvia（页面存档备份，存于）在King Records的官方网站
- Stellvia（页面存档备份，存于）在TV Tokyo的官方网站
- Stellvia（页面存档备份，存于）在Madman Entertainment的官方网站
- Stellvia（動畫）在動畫新聞網百科全書中的資料（英文）
- 互联网电影数据库（IMDb）上《Uchû no suteruvia》的资料（英文）

漫畫
- Stellvia在Dengeki Comics的官方网站
- Stellvia在DrMaster的官方网站
- Uchuu no Stellvia（漫畫）在動畫新聞網百科全書中的資料（英文）